# Sarcoptidae
La famiglia Sarcoptidae comprende circa 120 specie di acari lunghi da 0,2 a 0,4 mm. Questi piccoli aracnidi di colore bruno chiaro, traslucido hanno zampe corte, compatte e corpo quasi sferico, leggermente appiattito di profilo. I cheliceri sono adatti a incidere la pelle dell'ospite animale o umano (causando la scabbia all'uomo e la rogna agli animali).

## Ciclo biologico
Molte specie si nutrono dell'epidermide e della linfa dell'ospite, scavando gallerie nella pelle. L'accoppiamento avviene sulla pelle e le femmine, durante la loro vita, depongono fino a 50 uova nelle gallerie. I giovani si riparano e si nutrono nei follicoli dei peli.

## Diffusione
Cosmopoliti. Nella pelle o nei follicoli dei mammiferi, incluso l'uomo.